# Poeta nazionale

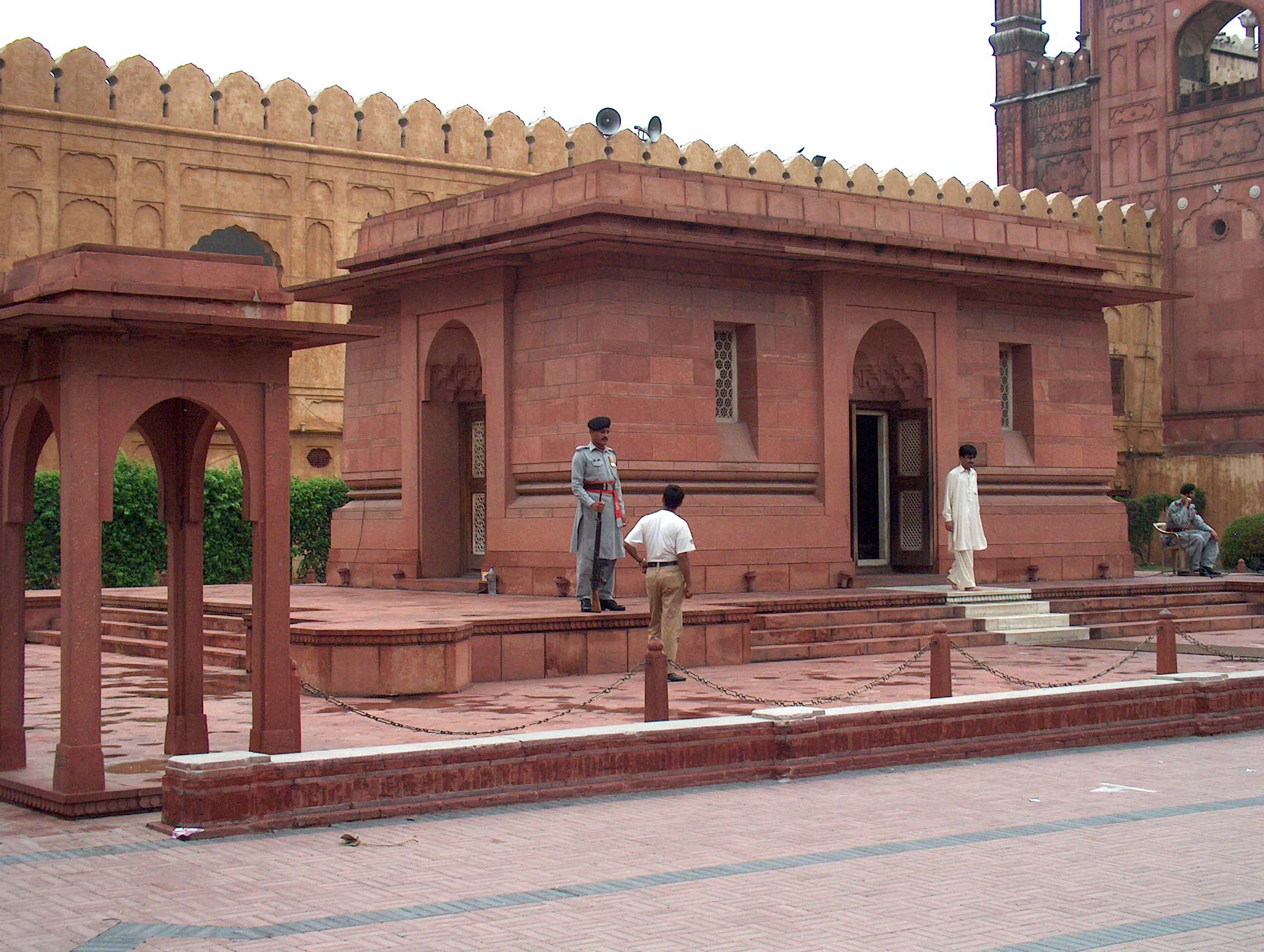
La tomba di Muhammad Iqbâl, poeta nazionale del Pakistan, a Lahaur.

Un poeta nazionale è un poeta reputato per tradizione e per acclamazione popolare il rappresentante dell'identità, delle credenze e dei principi di una particolare cultura nazionale. La figura del poeta nazionale come eroe culturale ha una tradizione di lunga data e si distingue dalla carica di poeta laureato, assegnata sulla base di una procedura burocratica. Il concetto dei poeti nazionali e il prestigio legato a queste figure si affermarono durante il Romanticismo e giocarono un ruolo fondamentale nella formazione degli Stati-Nazione, rinforzando le identità etno-linguistiche.
La maggior parte dei poeti nazionali sono personaggi vissuti in epoche storiche; tuttavia, talvolta anche scrittori contemporanei attivi in letterature nazionali relativamente nuove sono stati innalzati a «poeti nazionali». Pur non eletti tramite procedure formali, i poeti nazionali svolgono un ruolo nel plasmare la visione che un Paese ha di sé stesso. Alcune Nazioni riconoscono più d'un singolo poeta nazionale. Si è sostenuto che un poeta nazionale «deve scrivere poesie che s'identifichino strettamente con la causa della Nazione; o si ritiene che lo faccia»; si ritiene anche che, per essere tale, «un poeta nazionale deve scrivere in una lingua nazionale».
Di séguito si riporta un elenco di Nazioni coi corrispettivi poeti nazionali. L'elenco non include in senso stretto solo Stati o Paesi sovrani, poiché i termini «Nazione» (come concetto culturale), «Paese» (come concetto geografico) e «Stato» (come concetto politico) non sono sinonimi.

## Africa

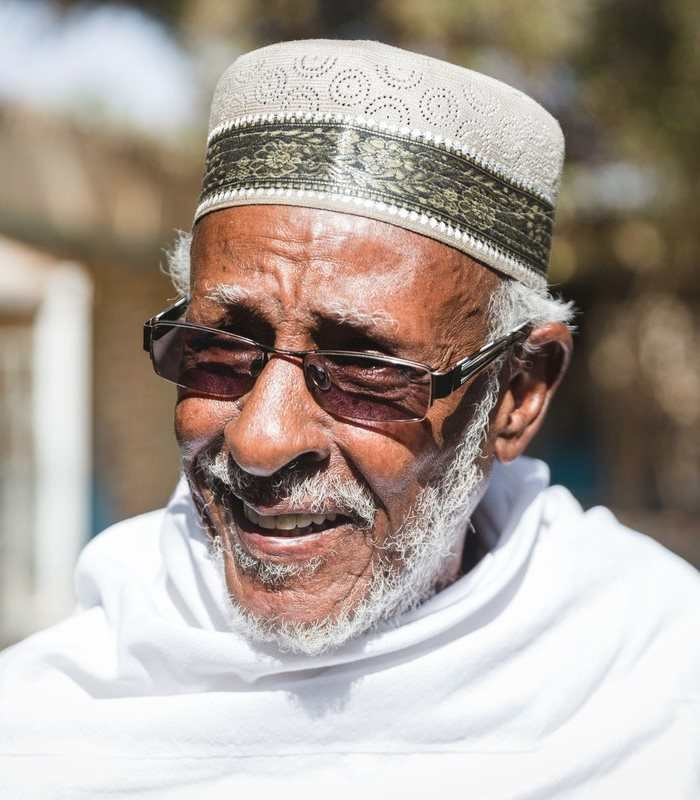
Hadrawi della Somalia

| Paese o territorio  | Poeta                                                                         | Fonti         |
| ------------------- | ----------------------------------------------------------------------------- | ------------- |
| Algeria             | Si Mohand, Moufdi Zakaria                                                     | [ 5 ] [ 6 ]   |
| Angola              | Agostinho Neto                                                                | [ 7 ]         |
| Burkina Faso        | Titinga Frédéric Pacéré                                                       | [ 8 ]         |
| Capo Verde          | Jorge Barbosa                                                                 | [ 9 ]         |
| Egitto              | Ahmed Shawqi                                                                  | [ 10 ]        |
| Etiopia             | Gibreab Teferi, Tsegaye Gabre-Medhin                                          | [ 11 ]        |
| Gibuti              | Victor Hugo M'Gonagall                                                        | [ 12 ]        |
| Ghana               | Atukwei Okai, Kofi Awoonor                                                    | [ 13 ] [ 14 ] |
| Kenya               | Abdilatif Abdalla                                                             | [ 15 ]        |
| Lesotho             | Thomas Mofolo                                                                 | [ 16 ]        |
| Liberia             | Melvin B. Tolson                                                              | [ 17 ]        |
| Libia               | Ahmed Rafiq Almhadoui                                                         | [ 18 ]        |
| Madagascar          | Jean-Joseph Rabearivelo                                                       | [ 19 ]        |
| Mali                | Fily Dabo Sissoko                                                             | [ 20 ]        |
| Marocco             | Mohammed Awzal                                                                | [ 21 ]        |
| Mauritius           | Léoville L'Homme                                                              | [ 22 ]        |
| Mozambico           | José Craveirinha                                                              | [ 23 ]        |
| Namibia             | Mvula ya Nangolo                                                              | [ 24 ]        |
| Nigeria             | Christopher Okigbo                                                            | [ 25 ] [ 26 ] |
| RD del Congo        | Antoine-Roger Bolamba (J'ongungu) [quando il Paese era noto come Congo–Zaire] | [ 27 ]        |
| Sahara Occidentale  | Zaim Allal                                                                    | [ 28 ]        |
| São Tomé e Príncipe | Francisco José Tenreiro, Alda Neves do Espírito Santo                         | [ 29 ] [ 30 ] |
| Senegal             | Léopold Sédar Senghor                                                         | [ 31 ]        |
| Sierra Leone        | Davidson Nicol                                                                | [ 32 ]        |
| Somalia             | Hadrawi                                                                       | [ 33 ]        |
| Sudafrica           | S. E. K. Mqhayi                                                               | [ 34 ]        |
| Tanzania            | Shaaban bin Robert                                                            | [ 35 ]        |
| Tunisia             | Aboul-Qacem Echebbi                                                           | [ 36 ] [ 37 ] |

## Asia
| Paese (o regione) | Poeta | Fonti                                            |
| ----------------- | --- | ------------------------------------------------ |
| Afghanistan       | Rumi, Khushal Khattak | [ 38 ] [ 39 ]                                    |
| Bangladesh        | Kazi Nazrul Islam | [ 40 ] [ 41 ]                                    |
| Birmania          | Min Thu Wun | [ 42 ]                                           |
| Cambogia          | Preah Botumthera Som | [ 43 ]                                           |
| Cina              | Du Fu, Li Bai | [ 44 ] [ 45 ] [ 46 ]                             |
| Corea             | Cho Ki-chon, Yun Dongju, Han Yong-un, Park Mok-wol, Jeong Cheol | [ 47 ] [ 48 ]                                    |
| Filippine         | Francisco Balagtas | [ 49 ]                                           |
| Giappone          | Matsuo Bashō, Lafcadio Hearn, Tanikawa Shuntarō, Ishikawa Takuboku | [ 50 ] [ 51 ] [ 52 ]                             |
| Giordania         | Mustafa Wahbi al-Tal | [ 53 ]                                           |
| India             | Maithili Sharan Gupt, Subramania Bharati, Kālidāsa, Ramdhari Singh Dinkar, Rabindranath Tagore                                                                                                  | [ 54 ] [ 55 ] [ 56 ] [ 57 ] [ 58 ]               |
| Indonesia         | Chairil Anwar | [ 59 ]                                           |
| Iran              | Firdūsī, Rumi, Hafez, Attar, ʿUmar Khayyām, Saadi, Nizami Ganjavi, Rudaki,Mohammad-Hossein Shahriar,Malek osh-Sho'arā Bahār,Mehdi Akhavan-Sales,Aref Qazvini,Ahmad Shamlou,Rakhshandeh E'tesami | [ 60 ] [ 61 ] [ 62 ]                             |
| Iraq              | Muthaffar al-Nawab, Al-Mutanabbi, Muhammad Mahdi al-Jawahiri | [ 63 ] [ 64 ] [ 65 ]                             |
| Israele           | Yehuda Amichai, Hayim Nahman Bialik, Natan Alterman | ,                                                |
| Kazakistan        | Abai Qunanbaiuli | [ 69 ]                                           |
| Kirghizistan      | Toktogul Satylganov | [ 70 ]                                           |
| Kurdistan         | Hemin Mukriyani, Sherko Bekas, Abdurrahman Sharafkandi, Ehmedê Xanî | [ 71 ] [ 72 ] [ 73 ] [ 74 ]                      |
| Libano            | Kahlil Gibran, Said Akl | [ 75 ] [ 76 ]                                    |
| Malaysia          | Usman Awang | [ 77 ]                                           |
| Mongolia          | Ochirbatyn Dashbalbar, Dulduityn Danzanravjaa, Dashdorjiin Natsagdorj, Byambyn Rinchen, Hadaa Sendoo                                                                                            | [ 78 ] [ 79 ] [ 80 ] [ 81 ] [ 82 ]               |
| Nepal             | Madhav Prasad Ghimire | [ 83 ]                                           |
| Pakistan          | Allamah Muhammad Iqbâl | [ 84 ]                                           |
| Palestina         | Mahmoud Darwish | [ 85 ]                                           |
| Siria             | Nizar Qabbani | [ 86 ]                                           |
| Sri Lanka         | Parakrama Kodituwakku | [ 87 ]                                           |
| Tagikistan        | Sadriddin Ayni, Bozor Sobir, Mirzo Tursunzoda Rudaki, Rumi, Gulnazar Keldi | [ 88 ] [ 89 ] [ 90 ] [ 91 ] [ 92 ] [ 93 ] [ 94 ] |
| Taiwan            | Yang Mu, Yu Youren | [ 95 ] [ 96 ]                                    |
| Thailandia        | Sunthorn Phu | [ 97 ] [ 98 ]                                    |
| Tibet             | Tsering Woeser | [ 99 ]                                           |
| Turchia           | Rumi, Nâzım Hikmet, Ziya Gökalp, Mehmet Âkif Ersoy | [ 61 ] [ 100 ] [ 101 ] [ 102 ]                   |
| Turkmenistan      | Magtymguly Pyragy | [ 103 ]                                          |
| Uzbekistan        | Ali-Shir Nava'i, Abdulla Oripov, Erkin Vohidov, Gʻafur Gʻulom, Mirtemir | [ 104 ]                                          |
| Vietnam           | Nguyễn Du, Nguyễn Đình Chiểu, Hồ Xuân Hương | [ 105 ] [ 106 ] [ 107 ]                          |
| Yemen             | Abdullah Al-Baradouni, Waddah al-Yaman | [ 108 ] [ 109 ]                                  |

## Europa
| Paese (o regione)             | Poeta | Fonti                                                           |
| ----------------------------- | --- | --------------------------------------------------------------- |
| Abcasia                       | Dmitry Gulia | [ 110 ]                                                         |
| Albania                       | Gjergj Fishta, Naim Frashëri | [ 111 ] [ 112 ]                                                 |
| Armenia                       | Hovhannes Tumanyan, Sayat-Nova, Yeghishe Charents | [ 113 ] [ 114 ] [ 115 ]                                         |
| Austria                       | Franz Grillparzer ,Johann Nepomuk Nestroy, Georg Trakl, Rainer Maria Rilke                                                                                          | [ 116 ] [ 117 ] [ 118 ]                                         |
| Azerbaigian                   | Nizami Ganjavi, Fuzûlî, Imadaddin Nasimi, Samad Vurgun | [ 119 ] [ 120 ] [ 121 ]                                         |
| Baschiria                     | Rami Garipov, Mustai Karim | [ 122 ] [ 123 ] [ 124 ]                                         |
| Belgio                        | Emile Verhaeren, Maurice Maeterlinck | [ 125 ] [ 126 ]                                                 |
| Bielorussia                   | Yanka Kupala, Yakub Kolas | [ 127 ] [ 128 ]                                                 |
| Bosnia ed Erzegovina          | Abdulah Sidran, Mak Dizdar, Izet Sarajlić | [ 129 ] [ 130 ]                                                 |
| Bretagna                      | Théodore Claude Henri, vicomte Hersart de la Villemarqué | [ 131 ]                                                         |
| Bulgaria                      | Hristo Botev, Ivan Vazov | [ 132 ] [ 133 ]                                                 |
| Catalogna                     | Ausiàs March, Jacint Verdaguer | [ 134 ] [ 135 ]                                                 |
| Cipro                         | Vasilis Michaelides | [ 136 ]                                                         |
| Croazia                       | Marko Marulić, Ivan Gundulić | [ 137 ]                                                         |
| Daghestan                     | Rasul Gamzatov | [ 138 ]                                                         |
| Danimarca                     | Adam Oehlenschläger, Hans Christian Andersen, Søren Kierkegaard, N. F. S. Grundtvig                                                                                 | [ 139 ] [ 140 ] [ 141 ]                                         |
| Estonia                       | Kristjan Jaak Peterson, Lydia Koidula | [ 142 ] [ 143 ]                                                 |
| Fær Øer                       | William Heinesen, Nólsoyar Páll, Mikkjal á Ryggi | [ 144 ] [ 145 ] [ 146 ]                                         |
| Fiandre                       | Émile Verhaeren, Hendrik Conscience, Guido Gezelle, Hugo Claus | [ 125 ]                                                         |
| Finlandia                     | Eino Leino, Elias Lönnrot, Johan Ludvig Runeberg, Edith Södergran                                                                                                   | [ 147 ] [ 148 ] [ 149 ]                                         |
| Francia                       | Charles Baudelaire, Victor Hugo, Arthur Rimbaud | [ 150 ] [ 151 ]                                                 |
| Frisia                        | Gysbert Japicx (o Japiks) | [ 152 ]                                                         |
| Galizia                       | Rosalía de Castro, Ramón Cabanillas | [ 153 ] [ 154 ]                                                 |
| Georgia                       | Shota Rustaveli | [ 155 ]                                                         |
| Germania                      | Johann Wolfgang von Goethe, Friedrich von Schiller, Heinrich Heine, Bertolt Brecht, Friedrich Hölderlin, Novalis, Friedrich Nietzsche, Hermann Hesse, Stefan George | [ 156 ] [ 157 ] [ 158 ] [ 159 ] [ 160 ] [ 161 ]                 |
| Grecia                        | Omero, Saffo, Pindaro, Solone, Dionysios Solomos | [ 162 ] [ 163 ] [ 164 ]                                         |
| Guernsey                      | George Métivier | [ 165 ]                                                         |
| Inghilterra                   | Geoffrey Chaucer, William Shakespeare, William Blake, William Wordsworth, Thomas Hardy, W. H. Auden, Samuel Taylor Coleridge, Philip Larkin                         | [ 166 ] [ 167 ] [ 168 ] [ 169 ] [ 170 ] [ 171 ]                 |
| Irlanda                       | Thomas Moore, William Butler Yeats, Seamus Heaney, Patrick Pearse                                                                                                   | [ 172 ] [ 173 ] [ 174 ] [ 175 ] [ 176 ] [ 177 ]                 |
| Islanda                       | Jónas Hallgrímsson, Hallgrímur Pétursson | [ 178 ] [ 179 ]                                                 |
| Isola di Man                  | T. E. Brown | [ 180 ]                                                         |
| Italia                        | Ovidio, Virgilio, Orazio, Dante Alighieri, Francesco Petrarca, Giosuè Carducci, Giacomo Leopardi, Ugo Foscolo, Gabriele D'Annunzio                                  | [ 181 ] [ 182 ] [ 183 ] [ 184 ] [ 185 ] [ 186 ] [ 187 ] [ 188 ] |
| Jersey                        | Wace | [ 189 ]                                                         |
| Kosovo                        | Ali Podrimja | [ 190 ]                                                         |
| Lettonia                      | Rainis, Andrejs Pumpurs | [ 191 ] [ 192 ]                                                 |
| Lituania                      | Kristijonas Donelaitis, Maironis, Justinas Marcinkevičius, Adomas Mickevičius                                                                                       | [ 193 ] [ 194 ] [ 195 ]                                         |
| Lussemburgo                   | Edmond de la Fontaine, Michel Lentz | [ 196 ] [ 197 ]                                                 |
| Macedonia del Nord            | Kočo Racin | [ 198 ]                                                         |
| Malta                         | Dun Karm Psaila | [ 199 ]                                                         |
| Moldavia                      | Grigore Vieru, Mihai Eminescu | [ 200 ] [ 201 ]                                                 |
| Monaco                        | Louis Notari | [ 202 ]                                                         |
| Montenegro                    | Petar II Petrović-Njegoš | [ 203 ]                                                         |
| Ossezia Settentrionale-Alania | Kosta Khetagurov | [ 204 ]                                                         |
| Cipro del Nord                | Özker Yaşın | [ 205 ]                                                         |
| Norvegia                      | Henrik Wergeland | [ 206 ]                                                         |
| Occitania                     | Frédéric Mistral, Arnaut Daniel, Bernart de Ventadorn, Comtessa de Dia                                                                                              | [ 207 ] [ 208 ] [ 209 ] [ 210 ]                                 |
| Paesi Baschi                  | Bernard Etxepare | [ 211 ]                                                         |
| Paesi Bassi                   | Joost van den Vondel, Jacob Cats | [ 212 ] [ 213 ]                                                 |
| Polonia                       | Adam Mickiewicz, Juliusz Słowacki, Zygmunt Krasiński | [ 214 ]                                                         |
| Portogallo                    | Luís de Camões, Fernando Pessoa | [ 215 ] [ 216 ]                                                 |
| Provenza                      | Frédéric Mistral, Comtessa de Dia | [ 207 ] [ 210 ]                                                 |
| Rep. Ceca                     | Ismail Kerimov | [ 217 ]                                                         |
| Rep. Ceca (terre ceche)       | Karel Hynek Mácha, Jan Neruda | [ 203 ] [ 218 ]                                                 |
| Rutenia subcarpatica          | Alexander Dukhnovych | [ 219 ]                                                         |
| Romania                       | Mihai Eminescu | [ 220 ]                                                         |
| Russia                        | Alexander Pushkin, Anna Akhmatova, Boris Pasternak, Sergei Yesenin, Ivan Turgenev, Ivan Bunin                                                                       | [ 221 ] [ 222 ] [ 223 ]                                         |
| Lapponia                      | Anders Fjellner | [ 224 ]                                                         |
| Scozia                        | Robert Burns, Hugh MacDiarmid | [ 225 ] [ 226 ]                                                 |
| Serbia                        | Desanka Maksimović, Petar II Petrović-Njegoš, Jovan Sterija Popović, Jovan Jovanović Zmaj                                                                           | [ 227 ] [ 228 ] [ 229 ] [ 230 ]                                 |
| Slovacchia                    | Pavol Országh Hviezdoslav | [ 231 ]                                                         |
| Slovenia                      | France Prešeren | [ 232 ]                                                         |
| Spagna                        | Miguel de Cervantes, Lope de Vega, Federico García Lorca | [ 1 ] [ 233 ]                                                   |
| Stiria                        | Peter Rosegger | [ 234 ]                                                         |
| Svezia                        | Carl Michael Bellman, Gustaf Fröding, Verner von Heidenstam, Esaias Tegnér                                                                                          | [ 235 ] [ 236 ] [ 237 ] [ 238 ]                                 |
| Svizzera                      | Gottfried Keller, Carl Spitteler | [ 239 ] [ 240 ]                                                 |
| Tatarstan                     | Ğabdulla Tuqay, Musa Cälil, Ravil Fayzullin, Fänis Yarullin | [ 241 ] [ 242 ] [ 243 ] [ 244 ]                                 |
| Turchia                       | Mehmet Akif Ersoy, Nâzım Hikmet | [ 245 ] [ 246 ]                                                 |
| Ucraina                       | Taras Shevchenko, Ivan Franko, Lesya Ukrainka | [ 247 ] [ 248 ] [ 249 ]                                         |
| Ungheria                      | Sándor Petőfi, János Arany | [ 250 ] [ 251 ]                                                 |
| Galles                        | Dylan Thomas, Dafydd ap Gwilym | [ 252 ] [ 253 ]                                                 |

## Nord America
| Paese o territorio | Poeti | Fonti                                                           |
| ------------------ | --- | --------------------------------------------------------------- |
| Barbados           | Kamau Brathwaite | [ 254 ]                                                         |
| Canada             | Margaret Atwood, E. Pauline Johnson, E. J. Pratt, Al Purdy, Milton Acorn | [ 255 ] [ 256 ] [ 257 ]                                         |
| Costa Rica         | Aquileo J. Echeverría, Jorge Debravo | [ 258 ] [ 259 ]                                                 |
| Cuba               | José Martí, Lezama Lima, Agustín Acosta (1955), Nicolás Guillén (1961), Nancy Morejón (2018) | [ 260 ] [ 261 ] [ 262 ] [ 263 ] [ 264 ]                         |
| Curaçao            | Pierre Lauffer | [ 265 ]                                                         |
| El Salvador        | Roque Dalton | [ 266 ]                                                         |
| Giamaica           | Claude McKay | [ 267 ]                                                         |
| Groenlandia        | Henning Jakob Henrik Lund | [ 268 ]                                                         |
| Guadalupa          | Guy Tirolien | [ 269 ]                                                         |
| Guatemala          | Rafael Landívar | [ 270 ]                                                         |
| Haiti              | Oswald Durand | [ 271 ]                                                         |
| Honduras           | Roberto Sosa | [ 272 ]                                                         |
| Martinica          | Aimé Césaire | [ 273 ] [ 274 ]                                                 |
| Messico            | Octavio Paz, Ramón López Velarde | [ 275 ]                                                         |
| Nicaragua          | Rubén Darío | [ 276 ]                                                         |
| Panama             | Ricardo Miró | [ 277 ] [ 278 ]                                                 |
| Porto Rico         | Julia de Burgos, Giannina Braschi, Juan Antonio Corretjer, Lola Rodríguez de Tió, Nimia Vicéns | [ 279 ] [ 280 ] [ 281 ] [ 282 ] [ 283 ]                         |
| Québec             | Émile Nelligan, Gaston Miron, Gilles Vigneault, Octave Crémazie | [ 284 ] [ 285 ] [ 286 ] [ 287 ] [ 288 ]                         |
| Rep. Dominicana    | Pedro Mir | [ 289 ]                                                         |
| Saint Lucia        | Derek Walcott | [ 290 ]                                                         |
| Sint Maarten       | Lasana M. Sekou | [ 291 ] [ 292 ]                                                 |
| Stati Uniti        | Walt Whitman, Emily Dickinson, Robert Frost, William Carlos Williams, Ralph Waldo Emerson, Carl Sandburg, Maya Angelou, Gwendolyn Brooks, Langston Hughes, Jack Kerouac, James Wright, Allen Ginsberg | [ 293 ] [ 294 ] [ 295 ] [ 296 ] [ 297 ] [ 298 ] [ 299 ] [ 300 ] |
| Trinidad e Tobago  | E. M. Roach | [ 301 ]                                                         |

## Oceania
| Paese         | Poeti |                         |
| ------------- | --- | ----------------------- |
| Australia     | Dorothea Mackellar, Mary Gilmore, Judith Wright, Henry Lawson, Adam Lindsay Gordon, A. B. "Banjo" Paterson, C.J. Dennis | [ 302 ] [ 303 ] [ 304 ] |
| Nuova Zelanda | James K. Baxter, Thomas Bracken, Allen Curnow                                                                           | [ 305 ]                 |
| Tonga         | Konai Helu Thaman | [ 306 ]                 |

## Sud America
| Paese     | Poeti                                                                     | Fonti                           |
| --------- | ------------------------------------------------------------------------- | ------------------------------- |
| Argentina | José Hernández, Jorge Luis Borges, Leopoldo Lugones                       | [ 307 ]                         |
| Bolivia   | Rosendo Villalobos                                                        | [ 308 ]                         |
| Brasile   | Gonçalves Dias, Olavo Bilac, Carlos Drummond de Andrade, Machado de Assis | [ 309 ] [ 310 ] [ 311 ] [ 312 ] |
| Cile      | Pablo Neruda, Gabriela Mistral                                            | [ 313 ] [ 314 ]                 |
| Colombia  | Rafael Pombo, José Asunción Silva, Álvaro Mutis                           | [ 315 ] [ 316 ]                 |
| Ecuador   | José Joaquín de Olmedo, Remigio Crespo Toral                              | [ 317 ] [ 318 ]                 |
| Guyana    | Martin Carter                                                             | [ 319 ]                         |
| Perù      | César Vallejo                                                             | [ 320 ]                         |
| Suriname  | Trefossa                                                                  | [ 321 ]                         |
| Uruguay   | Juan Zorrilla de San Martín                                               | [ 322 ]                         |
| Venezuela | Andrés Eloy Blanco                                                        | [ 323 ]                         |